# Nordengatan, Norrköping

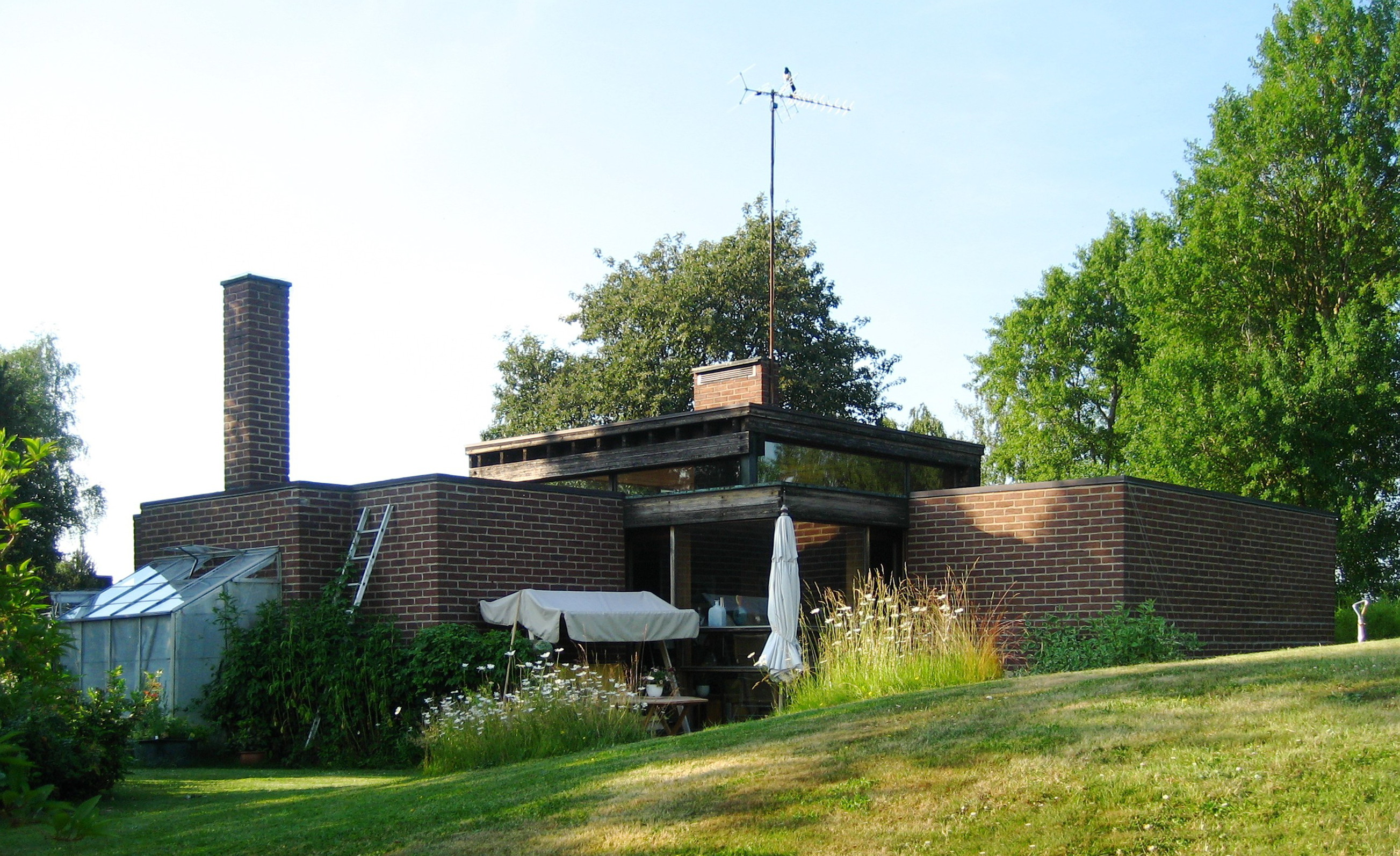
Sverre Fehns Villa Norrköping Nordengatan 15.

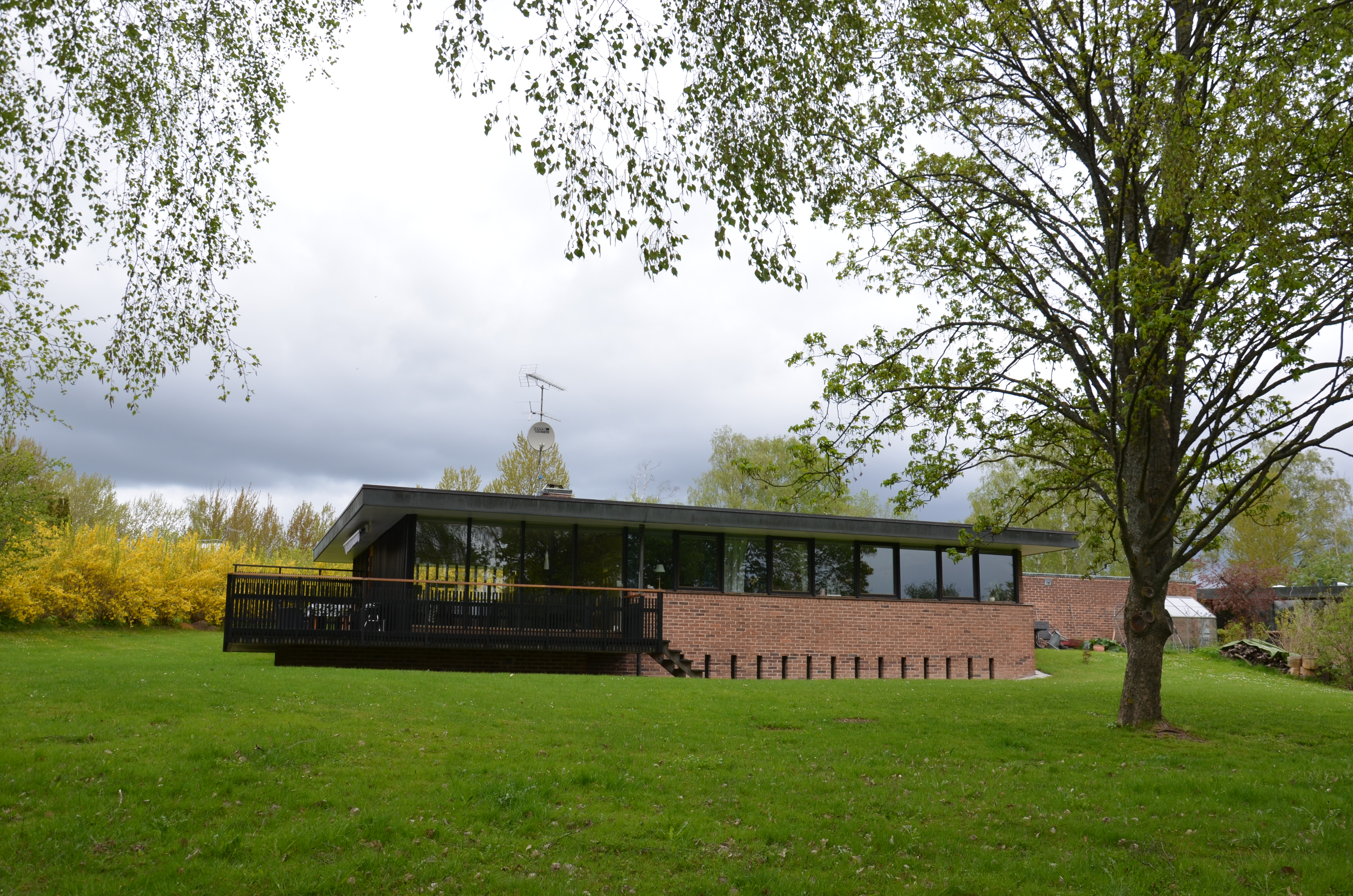
Nordengatan 7 Jørgen Bo och Vilhelm Wohlert.

Nordengatan är ett område som byggdes till Norrköpingsutställningen (NU64) år 1964. 

## Historik
Utmed Nordengatan ligger åtta villor, som byggdes sydväst om Söderleden under temat den nordiska villaparaden. Två arkitekter vardera från fyra nordiska länder inbjöds att rita enfamiljshus. Tanken var att utställningen skulle utmynna i enkla och rationella modullösningar för småhus, men resultatet blev i de flesta fall mer exklusiva hus. Sex hus blev byggda till utställningen, och dessa kompletterades med två villor året därpå. 
Trädgårdsarkitekten Gunnar Martinssons huvudidé för hela utställningsområdet var att skapa hus i en park sammanhållen av stora öppna gräsytor. Häckar och staket mellan husen ersattes av mjuka kullar och placeringen av byggnaderna bidrar till vind- och insynsskydd för uteplatserna.
De danska arkitekterna Jørgen Bo och Vilhelm Wohlert ritade tillsammans de två husen Nordengatan 5 och 7. Genomgående materialval är homogena tegelväggar med synlig struktur utomhus och invändigt, breda fönsterpartier med bärande svartbehandlade stolpar, platta yttertak med breda takutsprång, invändiga träpaneler ocht golv av pitch pine fogade med kitt eller med Höganäsklinker. Båda husen har, liksom övriga hus, överljusbelysning. 
Den norske arkitekten Sverre Fehn ritade Villa Norrköping efter en korsformad plan på Nordengatan 15. Sedan 2001 är Sverre Fehns villa ett byggnadsminne.
Den finländske arkitekten Kristian Gullichsen ritade den långsträckta Nordengatan 13 och svensken Lennart Kvarnström Nordengatan 17. Den svenska trion Magnus Ahlgren, Torbjörn Olsson och Sven Silow stod bakom Nordengatan 19.
Den dansk-svenske arkitekten Hans Gade ritade de ett år senare byggda Nordengatan 9 och 11, också inom det för utställningen avsatta området.

## Fotogalleri

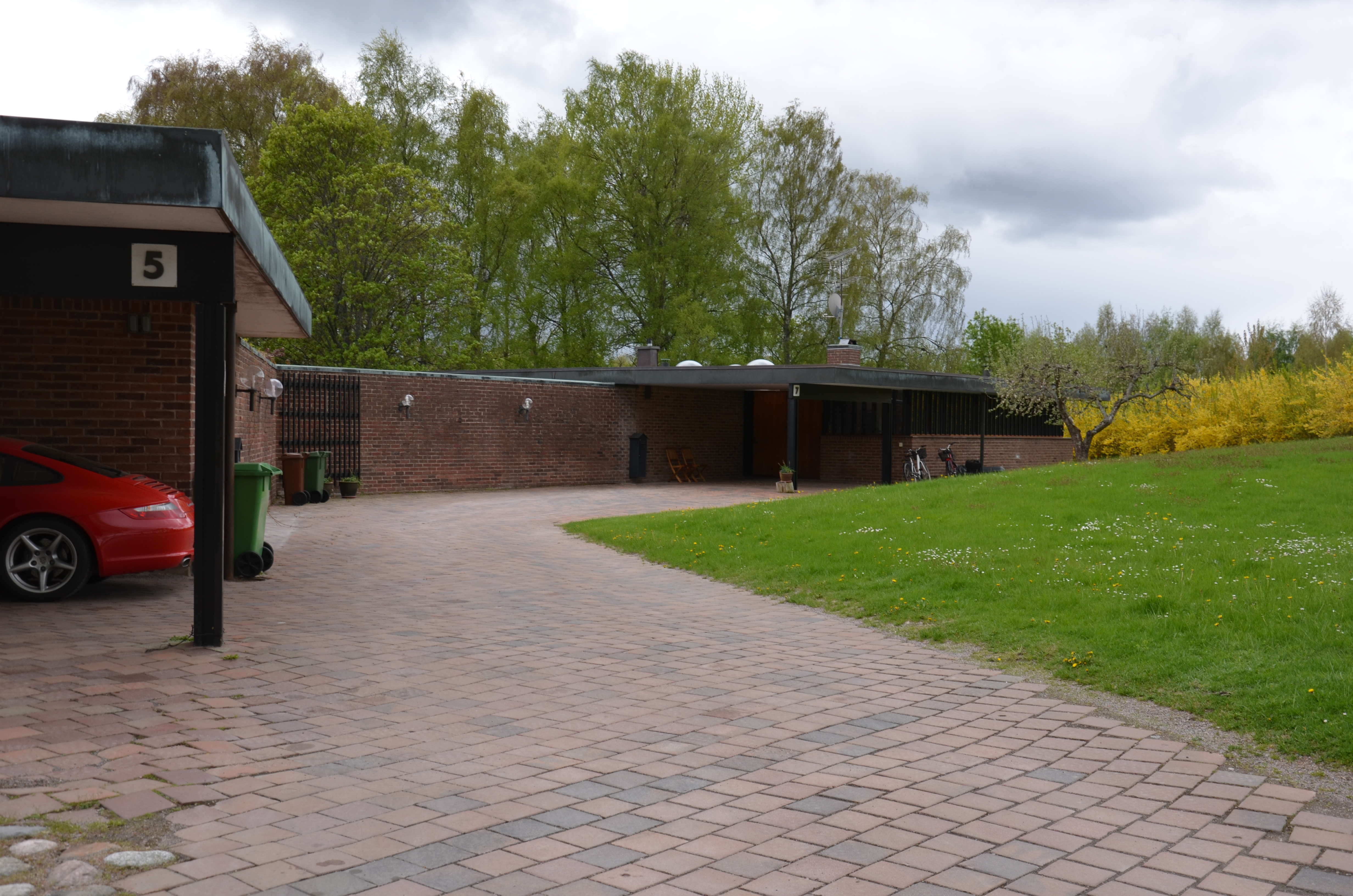
Nordengatan 5 och 7, gatusidan
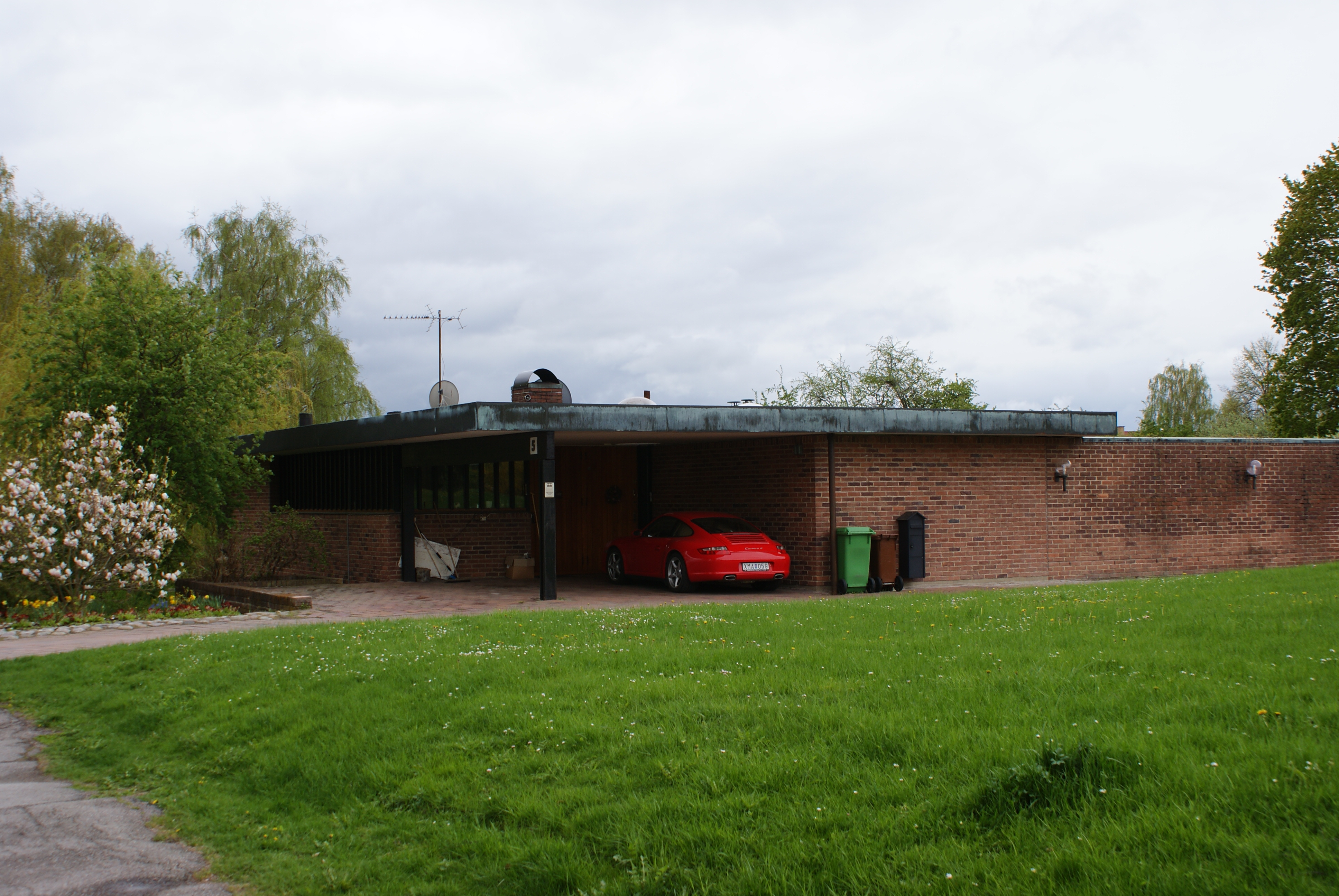
Nordengatan 5, gatusidan
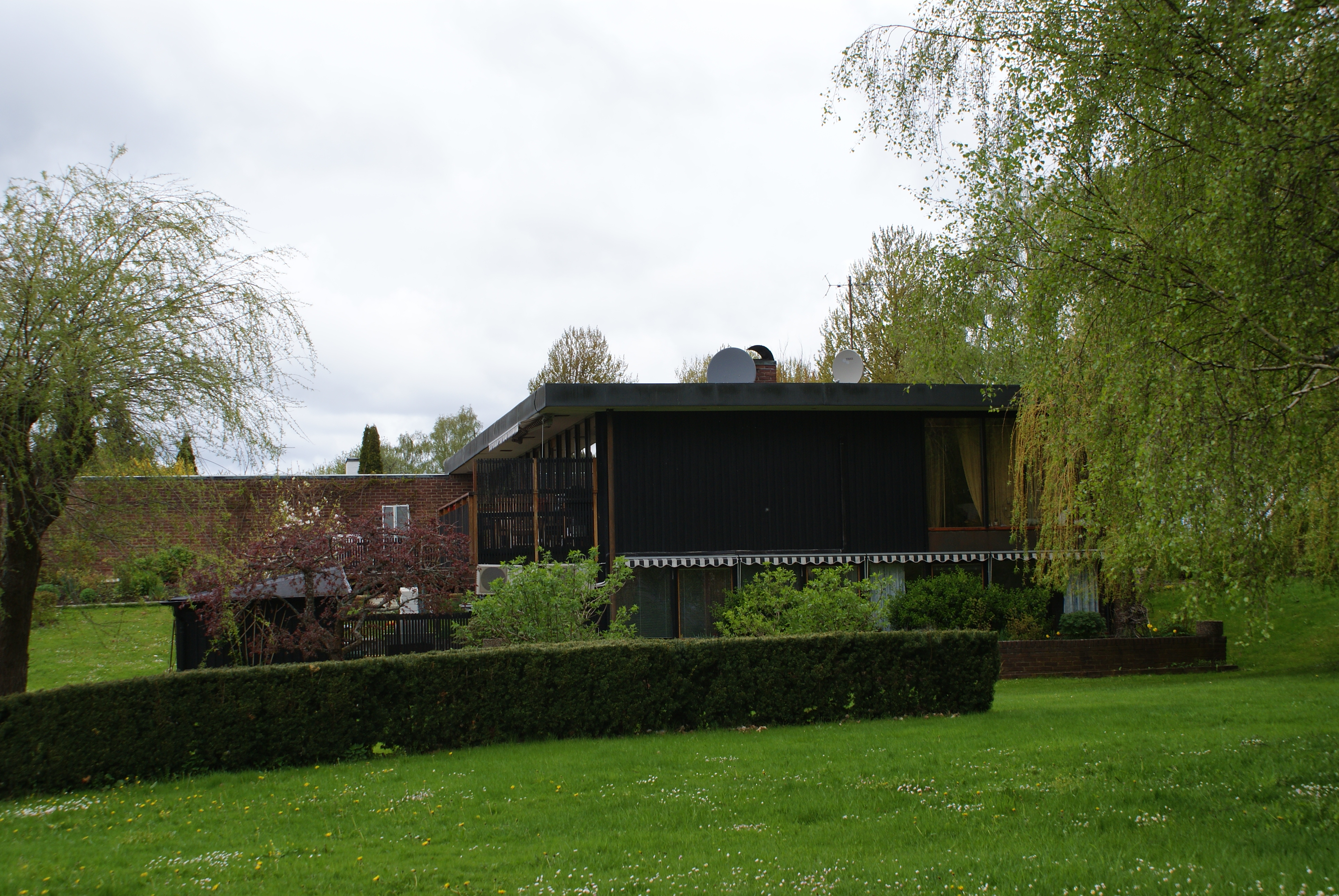
Nordengatan 5, trädgårdssidan och östra sidan
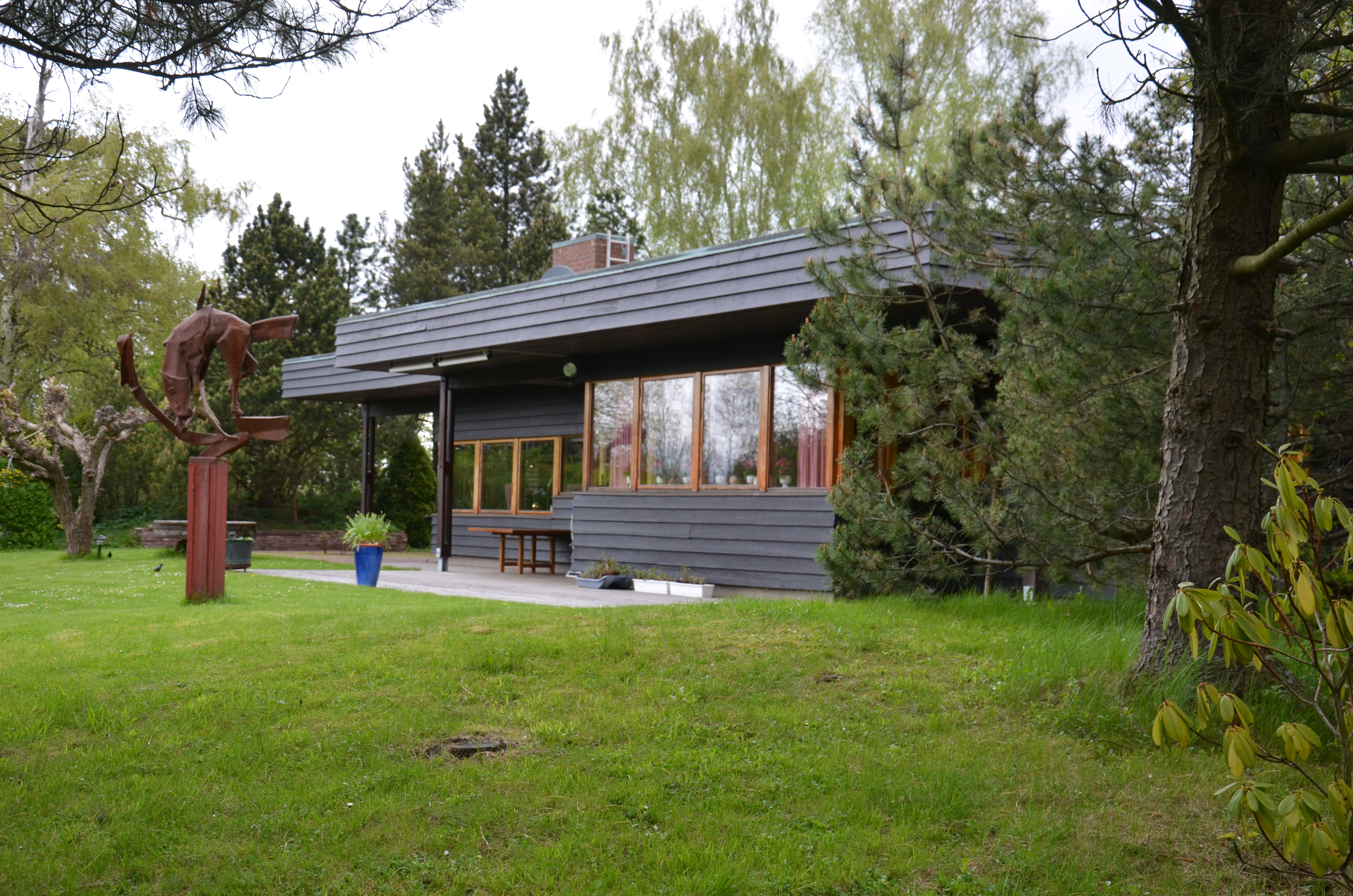
Nordengatan 19